# Tumor neuroendocrí
Els tumors neuroendocrins (TNE) són neoplàsies sorgides de cèl·lules del sistema endocrí (hormonal) i nerviós. Moltes són benignes, mentre que algunes són malignes. Se solen produir a l'intestí, on sovint s'anomenen tumors carcinoides, però també es troben al pàncrees, als pulmons i a la resta del cos.
Tot i que hi ha molts tipus de TNE, es tracten com un grup de neoplàsies perquè les seves cèl·lules comparteixen trets comuns, com ara semblar, tenir grànuls secretors especials i produir sovint amines biogèniques i hormones polipeptídiques.